# Tămădău Mare
Tămădău Mare è un comune della Romania di 2 300 abitanti, ubicato del distretto di Călărași, nella regione storica della Muntenia.
Il comune è formato dall'unione di 7 villaggi: Călăreți, Dârvari, Plumbuita, Săcele, Șeinoiu, Tămădău Mare, Tămădău Mic.